# ان‌جی‌سی ۶۶۴۲
ان‌جی‌سی ۶۶۴۲ (انگلیسی: NGC 6642) یک خوشه کروی در فاصله ۲۶۷۰۰ سال نوری از زمین، در صورت فلکی کمان است.